# Сан-Агустін-дель-Посо
Сан-Агустін-дель-Посо (ісп. San Agustín del Pozo) — муніципалітет в Іспанії, у складі автономної спільноти Кастилія-і-Леон, у провінції Самора. Населення — 202 особи (2010).
Муніципалітет розташований на відстані близько 230 км на північний захід від Мадрида, 44 км на північ від Самори.

## Демографія
Динаміка населення (INE ):